# 도쿄 공과대학
도쿄 공과대학(東京工科大学, Tokyo University of Technology)은 도쿄도 하치오지시에 있는 일본의 사립 대학이다. 1986년에 설치되었다. 대학의 약칭은 공과대(工科大), TUT.